# Курти, Мерл
Мерл (Мерль) Курти (англ. Merle E. (Eugene) Curti; 15 сентября 1897, Папиллион, Небраска — 9 марта 1996, Мадисон) — американский историк, специалист в областях американской интеллектуальной и социальной истории; публичный интеллектуал.
Доктор философии (1928), профессор. С 1942 по 1968 год преподаватель Висконсинского университета, член Американского философского общества (1948). За труд «Развитие американской мысли» (1943) получил Пулитцеровскую премию (по истории, 1944). Президент Американской исторической ассоциации (1954).

## Биография
Учился и преподавал первые годы в Гарварде (бакалавр summa cum laude, 1920; магистр, 1921) и Колумбийском университете. Ученик Ф. Тёрнера (один из последних того последипломников) и А. Шлезингера-старшего. Под началом последнего защитил в Гарварде в 1927 году свою диссертацию «Движение за мир в США, 1815—1860». Первоначальное недолговременное увлечение пацифизмом и дипломатической историей сменил на предмет социальной истории американской мысли. Увлекался философией прагматизма Дж. Дьюи.
С 1942 по 1968 г. преподавал на кафедре истории Висконсинского университета.
Под его началом диссертации защитили 87 исследователей.
Автор The Growth of American Thought («Развитие американской мысли»; 3rd ed., 1964), Peace or War: The American Struggle, 1636—1936 (1936), Roots of American Loyalty (1946), The Making of an American Community: A Case Study in a Frontier County («Исследование демократии в приграничном графстве»; 1959).
Первая супруга умерла в 1961 году. В 1968 году вновь женился. Умер от инсульта.